# 寿岳乡
寿岳乡，原为岳林乡，是中华人民共和国湖南省衡陽市南岳区下辖的一个乡镇级行政单位。2015年11月18日，岳林乡、拜殿乡和龙凤乡成建制合并设立寿岳乡。

## 行政区划
寿岳乡下辖以下地区：
岳林村、莲塘村、杉湾村和石山村。